# Supercoppa di Germania 2013
La Supercoppa di Germania 2013 (ufficialmente DFL-Supercup 2013) è stata la quattordicesima edizione della Supercoppa di Germania.
Si è svolta il 27 luglio 2013 al Signal Iduna Park di Dortmund tra il Bayern Monaco, vincitore della Bundesliga 2012-2013 e della Coppa di Germania 2012-2013, e il Borussia Dortmund, secondo classificato in campionato. Il Der Klassiker si era già disputato nella stessa annata, oltre che negli scontri in campionato, nell'atto finale della UEFA Champions League, dove prevalse il Bayern.
A conquistare il titolo è stato il Borussia Dortmund che si è imposto per 4-2 grazie alla doppietta di Marco Reus, all'autogol di Daniel Van Buyten e alla rete di İlkay Gündoğan; i due gol del Bayern sono stati realizzati entrambi da Arjen Robben.

## Partecipanti
| Squadre           | Qualificazione                                                           | Partecipazioni precedenti (il grassetto indica la vittoria) |
| ----------------- | ------------------------------------------------------------------------ | ----------------------------------------------------------- |
| Borussia Dortmund | Secondo classificato in Bundesliga 2012-2013                             | 5 (1989, 1995, 1996, 2011, 2012)                            |
| Bayern Monaco     | Vincitore della Bundesliga 2012-2013 e della Coppa di Germania 2012-2013 | 6 (1987, 1989, 1990, 1994, 2010, 2012)                      |

## Tabellino
| Arbitro: | Drees (Münster-Sarmsheim) |

|                                                 |           |                 |
| Reus 6’, 86’ Van Buyten 56’ (aut.) Gündoğan 57’ | Marcatori | 54’, 64’ Robben |

| Borussia Dortmund | Bayern Monaco |

### Formazioni
| Borussia Dortmund: |    |                           |  |     |
|                    |    |                           |  |     |
| P                  | 1  | Roman Weidenfeller (c)    |  |     |
| D                  | 19 | Kevin Großkreutz          |  |     |
| D                  | 4  | Neven Subotić             |  |     |
| D                  | 15 | Mats Hummels              |  |     |
| D                  | 29 | Marcel Schmelzer          |  |     |
| C                  | 18 | Nuri Şahin                |  |     |
| C                  | 6  | Sven Bender               |  | 46’ |
| C                  | 16 | Jakub Błaszczykowski      |  | 72’ |
| C                  | 8  | İlkay Gündoğan            |  | 88’ |
| C                  | 11 | Marco Reus                |  |     |
| A                  | 9  | Robert Lewandowski        |  |     |
| A disposizione:    |    |                           |  |     |
| P                  | 20 | Mitchell Langerak         |  |     |
| D                  | 25 | Sōkratīs Papastathopoulos |  | 88’ |
| D                  | 37 | Erik Durm                 |  |     |
| C                  | 5  | Sebastian Kehl            |  | 46’ |
| C                  | 7  | Jonas Hofmann             |  |     |
| C                  | 28 | Pierre-Emerick Aubameyang |  | 72’ |
| A                  | 23 | Julian Schieber           |  |     |
| Allenatore:        |    |                           |  |     |
| Jürgen Klopp       |    |                           |  |     |

| Bayern Monaco:  |    |                        |       |     |
|                 |    |                        |       |     |
| P               | 22 | Tom Starke             |       |     |
| D               | 21 | Philipp Lahm (c)       |       |     |
| D               | 17 | Jérôme Boateng         | 90+1’ |     |
| D               | 5  | Daniel Van Buyten      |       |     |
| D               | 27 | David Alaba            |       |     |
| C               | 6  | Thiago Alcántara       |       |     |
| C               | 10 | Arjen Robben           |       |     |
| C               | 25 | Thomas Müller          |       |     |
| C               | 39 | Toni Kroos             |       | 86’ |
| C               | 11 | Xherdan Shaqiri        |       | 67’ |
| A               | 9  | Mario Mandžukić        |       | 75’ |
| A disposizione: |    |                        |       |     |
| P               | 32 | Lukas Raeder           |       |     |
| D               | 4  | Dante                  |       | 86’ |
| D               | 13 | Rafinha                |       |     |
| D               | 26 | Diego Contento         |       |     |
| C               | 30 | Luiz Gustavo           |       |     |
| C               | 31 | Bastian Schweinsteiger |       | 67’ |
| A               | 14 | Claudio Pizarro        |       | 75’ |
| Allenatore:     |    |                        |       |     |
| Josep Guardiola |    |                        |       |     |